# Eudonia petrophila
Eudonia petrophila là một loài bướm đêm trong họ Crambidae.